# DFDS

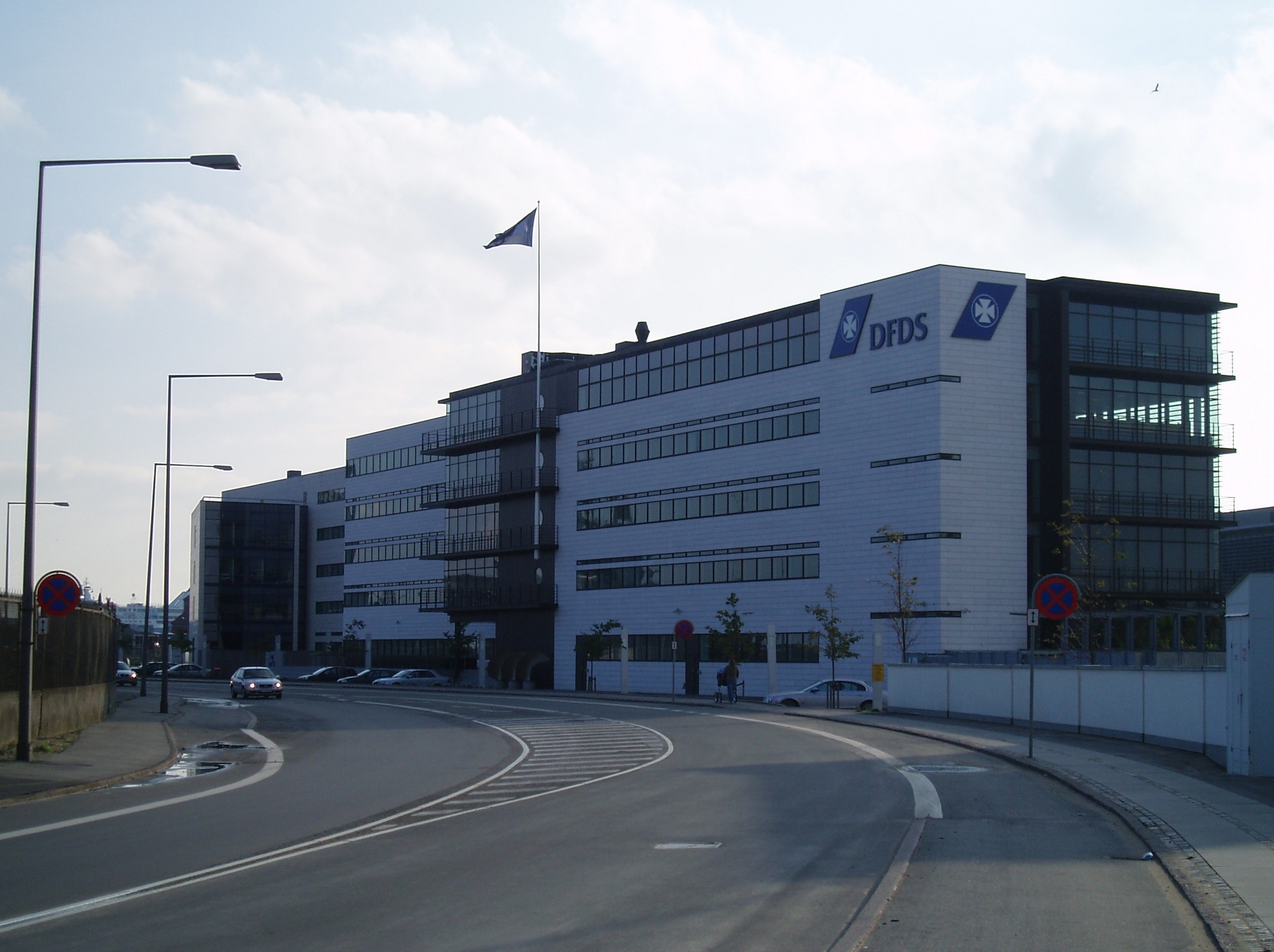
Штаб-квартира DFDS в Копенгагене

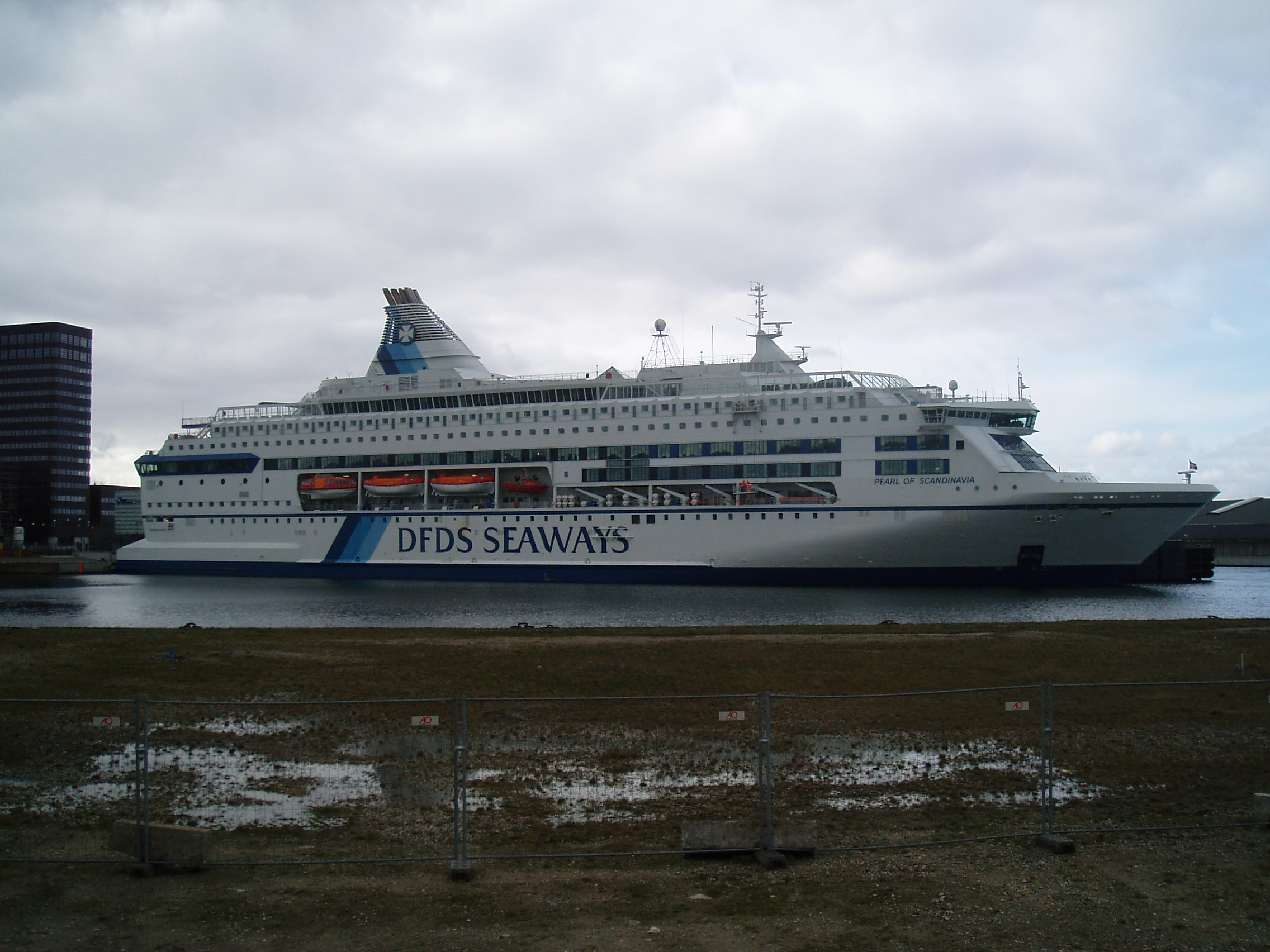
«Pearl of Scandinavia» в порту Копенгагена

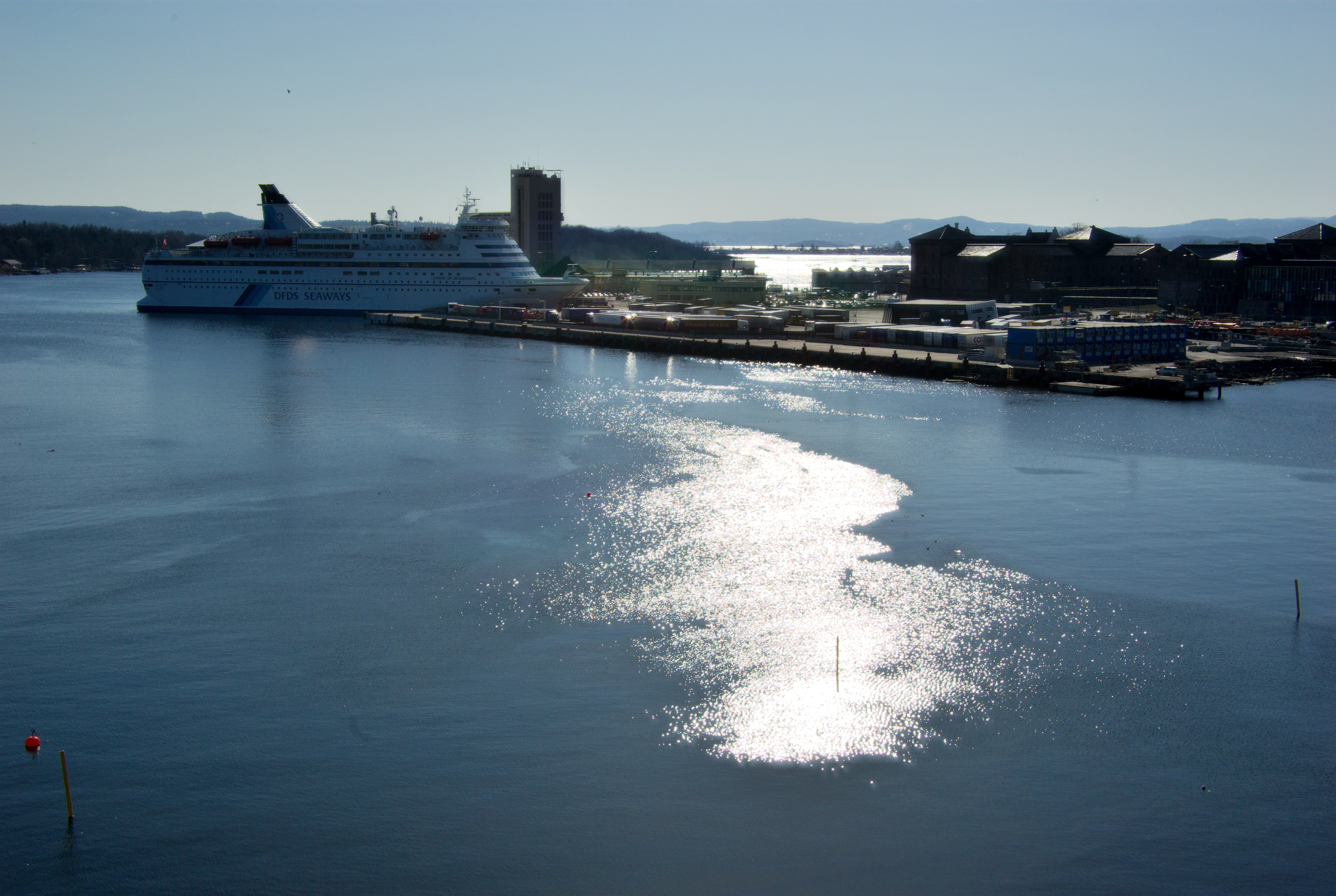
«Crown of Scandinavia» в порту Осло

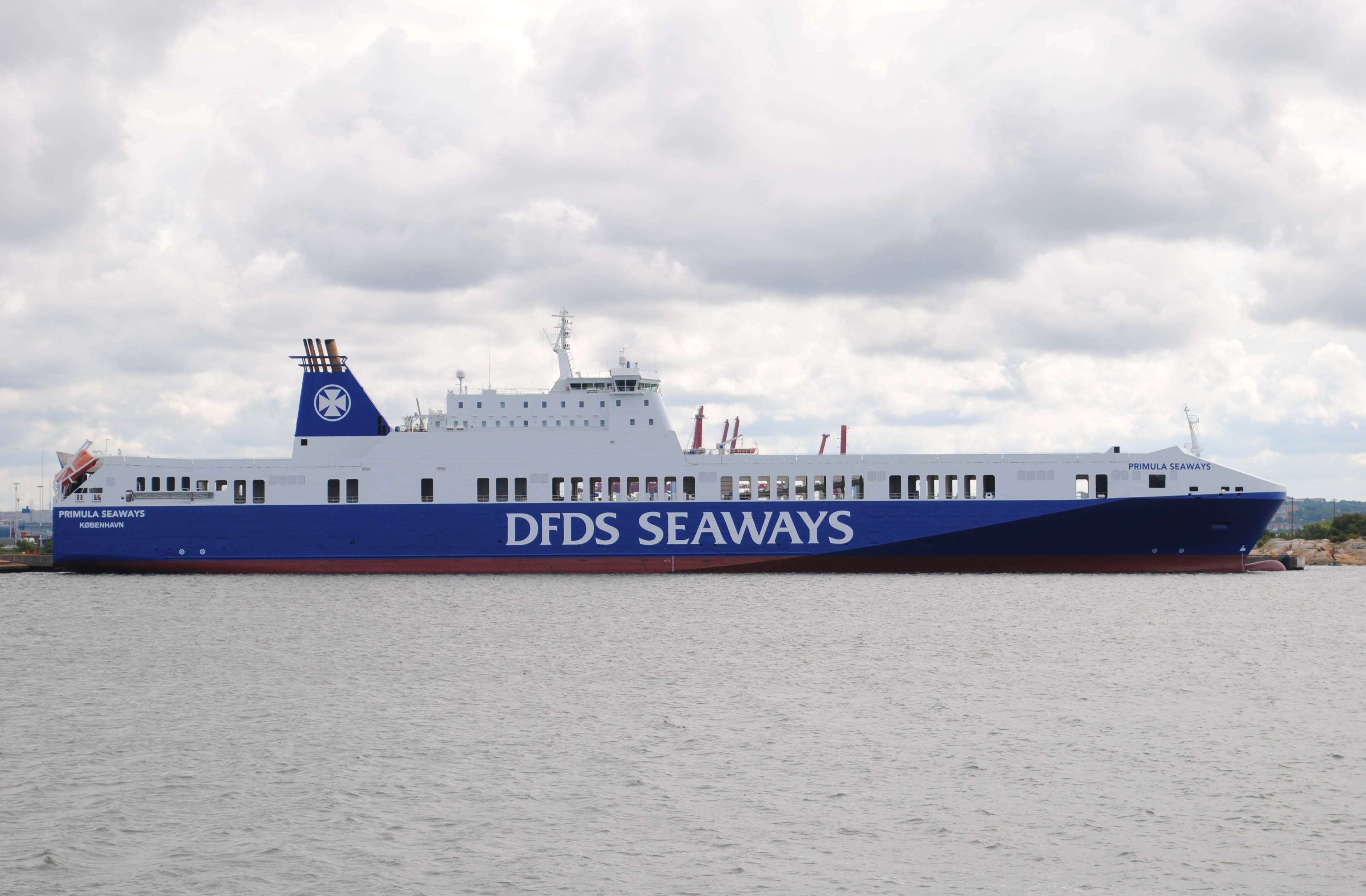
«Primula Seaways» в гавани Гётеборга

DFDS (Det Forenede Dampskibs-Selskab, досл.: Компания объединённых пароходств) —— датская судоходная компания, одна из крупнейших в Европе, осуществляющая грузовые и пассажирские паромные перевозки в Северном и Балтийском морях.
На сегодняшний день пассажирские и грузовые перевозки по морю выполняет оператор DFDS Seaways, в то время как наземные грузоперевозки и контейнерная логистика находится под контролем DFDS Logistics.

## История
Компания основана 11 декабря 1866 года Карлом Тьетгеном в результате слияния трёх датских компаний, флот насчитывал 22 судна общим дедвейтом 9.500 тонн. Компания занималась перевозкой по внутренним маршрутам и перевозкой сельхозпродукции в Англию. С ростом компании в 1880-х годах вошла в 10-ку крупнейших судоходных компаний.
В 1898 году приобрела компанию Thingvalla Line занимавшуюся перевозкой иммигрантов в Америку, переименовав её в Scandinavian America Line. Линия на Нью-Йорк работала до 1935 года, когда из-за Великой депрессии иммиграция в США была ограничена, а импорт из Дании был свёрнут.
В Первую мировую войну компания потеряла 26 судов, но уже к середине 1920-х её флот насчитывал 124 судна общим дедвейтом 233,364 тонн.
На 1939 год флот компании насчитывал 96 судов общей валовой вместимостью 184.423 тонн. К моменту немецкого вторжения в Данию компания потеряла 9 судов, большинство кораблей оказались в Британии, немцы захватили только 21 судно. При этом одно судно — паром Kronprins Frederik находился в стадии строительства, но чтобы не допустить его использования фашистами датчане «потеряли» необходимые для ввода в строй судна детали, которые «нашлись» после окончания войны. Всего в период войны компания потеряла 31 судно, и ещё три уже после подорвались на минах (в 1948 году — погибло 48 человек, в 1949 — погибло 5 человек, в 1950 году — без жертв).
К 1950 году флот компании насчитывал 173 судна общей валовой вместимостью 195.969 тонн.
В 1964 году, с появлением первых судов типа ро-ро, компания запустила свой первый подобный маршрут между городами Эсбьерг (Дания) и Харидж (Англия), а год спустя поставила на линию Фредериксхавн-Осло полноценный ро-ро маршрут с перевозкой грузовиков и трейлеров.
На 1966 год флот состоял из 13 пассажирских судов, 53 грузовых судов, 4 буксиров и 38 барж.
В период 1970-х годов компания перестроила имеющиеся суда в ро-ро, построила суда типа ро-ро Dana Regina и Dana Anglia, и полностью перешла на ро-ро перевозки, прекратив чисто пассажирские и грузовые перевозки.
В 1980 году компания поглотила en:Tor Line, включив в свой флот два её парома, а также купила в 1981 году у en:Finland Steamship Company паром Wellamo переименовав его в Dana Gloria.
В 1982 году компания начала амбициозный круизный проект на восточном побережье США построив крупнейший на тот момент круизный паром «Скандинавия», но проект себя не оправдал, и в 1985 году паром был продан.
В то же время компания расширяла ро-ро перевозки, меняя структуру, поглощая компании в том числе английские и нидерландские. В 1990 годы компания возобновляла пассажирские перевозки, строя пассажирские паромы, приобретя компанию Dan Transport Holding, однако, в 1999 году продала занимавшееся пассажирскими перевозками подразделение компании DSV сосредоточившись на ро-ро перевозках.
В 2000-х компания поглощала конкурентов, в том числе литовскую LISCO и бельгийскую Halléns NV, а в 2010 купила en:Norfolkline у A.P. Moller-Maersk Group.